# Dean Morrison
Dean Morrison es un surfista profesional nacido el 22 de diciembre de 1980 en Tweed Heads, Nueva Gales del Sur, Australia. En el mundo del surf se le conoce también como Dingo o Deano.

## Carrera profesional
Morrison pertenece a una generación de surfistas australianos entre los que cabe destacar a Mick Fanning o Joel Parkinson. Con ellos participó en campeonatos juveniles locales, en Queensland, y también a nivel nacional.
En 1997 ingresó en las WQS series y en 1998 ganó el campeonato de Gold Coast, Australia. Debutó en el ASP World Tour en 2002. Sus ganancias en este torneo ascienden a 377.350 dólares.

## Victorias
- 2003

- Quiksilver Pro Gold Coast, Queensland - Australia